# Той-бобтейл
Той-бобтейл, Карликовий бобтейл, Скіф-той-тай-боб (англ. Toy-bobtail, ТОВ)  — порода кішок.

## Історія
Виведена в розпліднику Олени Красниченко в Ростові-на-Дону в Росії у 1988 році. Порода нечисленна, є рідкісною.

## Характер
Кішки цієї породи дуже активні, рухливі, грайливі, вимагають до себе багато уваги. У догляді й утриманні не викликають особливих труднощів.

## Зовнішній вигляд
Кішки той-бобтейла — це тварини крихітних розмірів, що нагадують за зовнішнім виглядом тайських кішок. Кішки за розмірами трохи більші, ніж чотиримісячні кошенята звичайної домашньої кішки. Тіло в середньому 20-30 см, міцне, з добре розвиненою мускулатурою. Кінцівки не дуже довгі, пропорційні до тіла. Задні кінцівки довші, ніж передні. Лапи маленькі, округлі. Хвіст короткий (3-7 см), прямий або закручений спіраллю, з довгою шерстю. Має вигляд помпона або помазка.
Голова майже кругла, невелика. Морда широка й коротка. Вилиці яскраво виражені, округлі. Перехід від чола до носа плавний. Вуха маленькі. Очі круглі, трохи косо поставлені. Очі яскраво-блакитні, характерні для гімалайського забарвлення.
Шерсть коротка, прилягає до тіла. Підшерстя розвинене.

### Забарвлення
Забарвлення: усі варіанти сіамського без білого.